# Калиновщина (Гадячский район)
Калино́вщина (укр. Калинівщина) — село,
Краснознаменский сельский совет,
Гадячский район,
Полтавская область,
Украина.
Код КОАТУУ — 5320483403. Население по переписи 2001 года составляло 38 человек.

## Географическое положение
Село Калиновщина находится в 1-м км от села Бухалово, в 2-х км от села Лободино.
По селу протекает пересыхающий ручей с запрудой.

## История
- 1628 — дата основания.